# 龍岡公園 (桃園區)
龍岡公園，是位於臺灣桃園市桃園區龍岡社區之公園，內有土地廟龍安祠、區立托兒所等公共建築，並置有籃球場、溜冰場等運動設施。當地龍岡社區發展協會維護並雕塑公園內的植栽，且在其周邊規劃了健走步道。